# Żelechlin (województwo łódzkie)
Żelechlin – wieś w Polsce położona w województwie łódzkim, w powiecie tomaszowskim, w gminie Żelechlinek.
Do 1953 roku istniała gmina Żelechlin. W latach 1975–1998 miejscowość należała administracyjnie do województwa piotrkowskiego.